# Бочкино (Смоленская область)
Бочкино — деревня в Вяземском районе Смоленской области России. Входит в состав Исаковского сельского поселения. Население — 10 жителей (2007). 
Расположена в восточной части области в 21 км к востоку от Вязьмы, в 24 км восточнее автодороги Р132 Вязьма — Калуга — Тула — Рязань. В 3 км северо-западнее деревни расположена железнодорожная станция Исаково на линии Вязьма — Калуга. 

## История
В годы Великой Отечественной войны деревня была оккупирована гитлеровскими войсками в октябре 1941 года, освобождена в марте 1943 года. 